# 21467 Rosenstein
21467 Rosenstein è un asteroide della fascia principale. Scoperto nel 1998, presenta un'orbita caratterizzata da un semiasse maggiore pari a 2,4043358 UA e da un'eccentricità di 0,0604660, inclinata di 7,27690° rispetto all'eclittica.